# 鄭楈
郑楈（越南语：／；1775年—1819年8月9日），越南黎中兴朝时期郑主宗室王亲，裕祖顺王鄭杠之孙，晏都王郑槰第四子。1786年，晏都王嗣位，郑楈受封为太保、灵郡公。1802年阮朝统一北河后，阮世祖阮福映任命郑楈为槊山郑族的族长，郑主家族陵庙的监祀官。

## 生平

### 早年经历
郑楈，字敦朴，号安循先生，祖籍清华处永福县槊山乡、屋汴上乡。景兴三十六年（1775）出生，其父为琨郡公郑槰，郑王家族嫡派，母为次妃，安乐县永姥社人。景兴四十七年（1786），西山朝入侵北河，端南王郑棕战死于安朗县夏雷社。九月，隐匿于彰德县的郑槰在郑氏旧臣的支持下，率军进入升龙城。在与昭统帝黎维祈的政治博弈中，郑槰占据上风，遂于十九日入主王府，进封为元帅、总国政、晏都王。郑槰长子郑栻受封节制府太宰宪郡公、次子郑槏封太傅槏郡公、三子郑𣓉封太尉𣓉郡公、四子郑楈进封太保灵郡公。由于郑槰与昭统帝不和，帝王交恶、朝局动荡，已经归附西山朝的阮有整趁机以扶黎的名义大举入卫。十二月，阮有整攻入升龙，晏都王兵败出走，郑主政权覆灭。在此后数年中，郑楈的父兄在抵抗西山朝的战争中先后阵亡，只有郑楈幸存于世。

### 受封监祀官
阮朝嘉隆元年（1802年），阮福映率军平定北河，统一越南。为了安抚黎室和郑王的后裔与支持者，阮福映下诏册封黎后、郑后，以及后黎朝的功臣勋旧。六月，阮福映多次下诏，访求郑后，但是郑氏后人心存疑虑，担忧被阮朝加罪，未敢响应号召。七月初，阮福映再次下诏，宣称阮家与郑家本是姻亲关系，将要择取族长一人，主持郑祀，以敦世谊。最终，藏匿于民间的郑楈选择与阮朝合作。八月，以黎維𬓋、郑楈为代表的黎后、郑后以及黎朝文武旧臣上表劝进，阮福映谦让不许。九月，阮福映册封黎维𬓋为延嗣公，管理黎室庙祀。郑楈则任命为监祀官，以郑族族长的身份掌管郑祀，赐予郑族祀田五百亩，免除郑氏族人247人兵徭身税。郑楈差人将其父郑槰的骸骨安葬于丰禄县登场社。
嘉隆六年（1807），孝康皇太后阮氏环七旬寿诞，郑楈与黎维𬓋一同前往顺化朝贺。嘉隆十三年（1814）五月，因郑楈身体抱恙，阮朝改由郑棈监守郑祀。郑棈是僖祖仁王的郑棡之孙、严郡公郑𣏜的长子。
嘉隆十四年（1815）四月，郑楈又将郑槰的遗骸迁回到汴上社安葬。

### 去世
嘉隆十八年（1819）六月二十日，郑楈去世，寿45岁。郑楈生有四子，长子郑檍，奉祀。妾黎氏生子郑植、郑樑，邓氏生郑榄。郑植后为监祀官，明命十六年（1835）六月受黎维良起义的影响，明命帝下令废除监祀官。